# Pandolfo Collenuccio
Pandolfo Collenuccio, latinizado como Pandulphus Collenutius (Pésaro, 7 de enero de 1444-Pésaro, 6 de julio de 1504) fue un jurista, político, humanista, historiador y poeta italiano.

## Biografía
Hijo de Matteo di Giovanni da Coldenose, un maestro de gramática de Coldellanoce, un lugar de Sassoferrato, se laureó como doctor en Jurisprudencia en Padua en 1465. Allí fue discípulo de Bartolomeo Cipolla en derecho y el cretense Marco Musuro en griego. Contrajo matrimonio en Ferrara con una mujer noble, Beatrice, hija de Antonio dei Costabili.
Frecuentó después la corte de Pésaro, que desde 1445 estaba en poder de los Sforza, y de esa época debe ser su oración fúnebre a Battista, hija de Alessandro Sforza y esposa de Federico da Montefeltro; para Costanzo I Sforza desempeñó diversos cargos civiles y diplomáticos (fue recompensado, por ejemplo, con un cargo de juez en Bolonia en 1472 y 1473) y pronunció un discurso latino en la boda de su señor Costanzo en 1475, quien lo nombró procurador general en 1477; también hizo una amistad duradera con el jurista griego de Corfú Tommaso Diplovataccio, pero en 1483 Costanzo falleció sin herederos legales, y mientras se iba autorizando la sucesión en manos de su hijo natural, la posición del jurisconsulto en la corte de Pésaro empezó a deteriorarse  hasta que en 1488 sus diferencias con el hijo ilegítimo de Costanzo I Giovanni Sforza lo condujeron a prisión y sus bienes fueron confiscados. 
Obligado al exilio al año siguiente (1489), pero ya famoso por sus escritos humanísticos y sobre todo por haber sido el primero en estudiar la civilización de los etruscos y por haber fundado el primer museo de ciencias naturales de Italia, fue acogido y protegido por Lorenzo de Médicis en Florencia, donde fue nombrado podestà el 1 de noviembre de 1490, leyendo en el acto de su proclamación un largo poema en hexámetros en elogio de Lorenzo el Magnífico y otro en lengua vernácula en que elogia el amor de florentinos a la justicia. Conoció allí al humanista y poeta Angelo Poliziano. De allí pasó a la casa de Gonzaga, quienes lo nombraron podestà de Mantua (1491), y luego pasó a Ferrara, donde sirvió a Hércules I de Este, quien lo empleó en su corte como consejero y de inmediato como capitán de justicia (1500) y lo envió como embajador cerca del emperador Maximiliano y también ante la corte papal de Alejandro VI, el papa Borgia. En estos cometidos sostuvo además la causa de César Borgia, en su segunda invasión de la Romaña, y este, al conquistar Pésaro, obtuvo para él la restitución de los bienes confiscados por Giovanni Sforza. Pero, fallecido César Borgia, se refugió en Ferrara otra vez bajo la protección de Hércules I de Este. Pero Giovanni Sforza lo engañó haciéndole creer que podría volver a Pésaro; una vez estuvo allí, fue conducido a prisión, torturado y al fin estrangulado sin que se hubiera hecho siquiera un proceso judicial.

## Obras
La mayor parte de las obras de Collenuccio en lengua vernácula y en latín se produjeron después del exilio en 1489 y nos han llegado a través de la edición póstuma que compiló su hijo, Operette morale di Collenuccio; a este volumen hay que añadir las impresas modernamente por Alfredo Saviotti, Poesie latine e volgari (Bari: Laterza, 1929). En Ferrara leyó mucho las obras de Leon Battista Alberti, quien le había precedido en la corte de Ferrara, que dejaron alguna huella en su obra.
Escribió en latín una defensa de Plinio el Viejo contra Nicolas Léonicène, Pliniana deffensio, donde defiende de paso el método experimental en ciencias naturales contra el argumento de autoridad. Tradujo además al toscano y en tercetos la comedia Anphytrion de Plauto, y se representó en Ferrara en 1487, haciendo el poeta Antonio Tebaldeo de protagonista, para celebrar la boda entre Lucrezia d'Este y Annibale II Bentivoglio, marcando un hito en la evolución del teatro italiano, aunque también compuso una pieza de tema bíblico: Jacob y José, sobre la historia del patriarca José en Egipto y los conflictos con sus hermanos. La traducción plautina se imprimirá póstuma en Venecia, en 1530. Pero no era lo suyo el teatro: la traducción de Plauto resulta demasiado lenta y verbosa por la sistemática amplificatio del original: un terceto por cada verso latino.
Sus versos, tanto los latinos como en lengua vernácula, tienen escaso valor, salvo una Canzone alla Morte, que es un ejemplo de estoicismo humanístico: la vida es considerada una cadena continua de torturas y desilusiones, mientras que la muerte supone el descanso final. Se trata de una canción compuesta en la cárcel antes de su ejecución. También compuso en italiano un satírico y lucianesco Diálogo entre la cabeza y el gorro que fue traducido al castellano por el poeta Gutierre de Cetina y figura entre sus obras.
La obra histórica, sin duda la más valorada del autor, son los seis libros de su Compendio de historias del reino de Nápoles / Compendio delle istorie del regno di Napoli , iniciado en 1498 por encargo del duque Ercole I de Este, publicado póstumo (Venecia, 1539), 35 años después de la muerte del autor. Abarca desde los inicios en el Imperio Romano, desde el emperador Octavio Augusto hasta Fernando I de Aragón, pasando por las invasiones bárbaras, los longobardos, la época de Carlomagno y sus marcas; localiza en el periodo normando la formación del reino; sigue luego la sucesión suaba, angevina y aragonesa. No esconde su antipatía por los gobernantes angevinos, ni su simpatía por los aragoneses; encuentra dos dificultades para que el reino se cohesione: el papel subordinado a los intereses del papado que suele seguir y las tradiciones y regulaciones del feudalismo. Rompe algunos lugares comunes y, por ejemplo, exonera a Federico II Hohenstaufen de la acusación de perseguir a la Iglesia.
Fue la primera historia completa en lengua vernácula de este ámbito, un trabajo concienzudo y de síntesis difícil que fue muy apreciado por la imprenta y traducido a muchas lenguas, y donde no se evita denigrar con motivo los actos de personajes importantes (pero no los de Ferrara ni los de dominio aragonés). El autor era un humanista y valoraba la cultura y la historia moderna, e identificaba el buen gobierno con el de la corte florentina de Lorenzo el Magnífico. Fue el primero de una larga serie de historiadores en utilizar la impropia denominación de Reino de Nápoles, popular, pero no políticamente justificada, que todos los demás (Angelo di Costanzo, que escribió otra historia de Nápoles en veinte libros; Pietro Giannone y Pietro Colletta) tomaron de él. Por otra parte, hubo una edición en 1552 del Compendio de Collenuccio que fue muy "elaborada" por su editor y ampliador, Girolamo Ruscelli. En primer lugar, pulió la lengua del texto haciéndola más toscana; en segundo lugar, añadió un Breve discorso sobre la obra de Collenuccio, donde expone sus criterios para corregir la lengua del texto y luego examina sus criterios históricos para componer la obra; en esta parte sustancial le achaca faltar a la verdad en no pocas partes de su obra y no haber connsultado documentos que se hallaban disponibles en Nápoles, en el Archivio della Zecca, por ejemplo. Tampoco está de acuerdo en que la historia de Nápoles se reduzca a rebeliones, inestabilidad e infidelidad de los súbditos. Ruscelli sostiene precisamente lo contrario, la gran estabilidad del Reino de Nápoles y la enorme fidelidad de, al menos, el estamento nobiliario a Nápoles y a los españoles; las rebeliones son cosa del populacho / popolazzo. Esta edición tuvo mucha fortuna entre las clases altas de Nápoles, y fortaleció notablemente el vínculo hispano-napoletano. Pero los atrevimientos de Ruscelli con el texto de Collenuccio abrieron el camino a las Aggiunte (adjuntas, apostillas o glosas) de las ediciones de Mambrino Roseo, 1556; Aniello Pacca, 1562 y Tommaso Costo, 1610. Este último, además, recogía con las suyas las notas de los demás.

## Ediciones

### En latín
- Pandulphi Collenutii iurisconsulti Pisaurensis, Historiae Neapolitanae ad Herculem I. Ferrariae ducem libri VI. Cui accesserunt, praeter prouinciarum, vrbium [...] principum [...] nobilium familiarum nomenclaturam, totius etiam cosmographica tabula. Omnia ex Italico sermone in Latinum conuersa. Ioann. Nicol. Stupano Rheto interprete., Basileae: apud Petrum Pernam, 1572.
- Pandulphi Collenucii, Descriptio, seu potius Summa rerum Germanicarum. Res a Pandulpho Collenuccio olim in unum collectae. Romae: per Antonium Bladum, mense Septembris 1546. se trata de un opúsculo de materia geográfica sobre Germania Magna, escrita siguiendo el modelo ofrecido por la De origine et situ Germanorum del historiador romano Tácito.
- Pandulphi Collenucij Pisaurensis, Pliniana defensio Pandulphi Collenucij Pisaurensis iurisconsulti aduersus Nicolai Leoniceni accusationem, Ferrariae: Andreas Belfortis gallicus, 1493. Es una defensa del cientifismo de Plinio el Viejo.
- Pandulphi Collenucii Pisaurensis, De vipera libellus, Venetiis: Io. Petrus Quarengius a se proprio aere impressum primus publicat, 1506. Eidibus Iuniis.
- Pandulphi Collenucii Pisaurensis, Apologi quatuor, 1 Agenoria, 2 Misopenes, 3 Alithia, 4 Bombarda, Argentorati: in aedibus Matthiae Schurerij, 1511.

### En italiano
- Pandolfo Collenuccio, Compendio delle historie del Regno di Napoli, composto da messer Pandolfo Collenutio iurisconsulto in Pesaro, Vinegia: per Michele Tramezino, 1548. La principal obra histórica de Pandolfo Collenuccio, abraza un periodo muy largo, desde la Antigüedad hasta su época. Publicada póstuma, fue juzgada por los naturales como la obra malévola de un forastero, por lo que fomentó la composición de obras históricas locales (Angelo di Costanzo, Tommaso Costo, etc.). Fue pronto traducida al castellano por Juan Vázquez del Mármol en 1584.
- Pandolfo Collenuccio, Il Filotimo, dialogo tra la testa e la berretta, Venezia: Dalla tipografia di Alvisopoli, 1836. Es uno de los Diálogos filosóficos-morales derivados de los que Luciano de Samosata escribió en griego. Dialogo fra la Testa e il Berretto a proposito della fortuna e della vanità del mondo. La discusión es moderada por Ercole, quien elogia las virtudes intelectuales (arte, ciencia, ecc.) y las morales (generosidad, justicia etcétera) del hombre. Fue traducida al castellano por el poeta del renacimiento español Gutierre de Cetina, y figura entre sus obras.
- Pandolfo Collenuccio, Comedia dilettosa raccolta nel Vecchio Testamento, nouamente ristampata, nella quale si ragiona de Iacob, et de Ioseph. Composta per il magnifico caualliero, et dottore, messer Pandolpho Collenutio, Venetia: per Matthio Pagan in Frezzaria, all'insegna della Fede, 1554.
- Apologo intitulato Specchio di Esopo, tradotto di greco in volgare da Pandolpho Collenuccio, In Venetia: per Comin da Trino, 1563. Compuesto desde 1497 consta de ragionamenti que advierten sobre los contrastes entre realidad y apariencia y vida simple y la falsa en torno a los centros de poder. Dialogos entre Ercole, inmerso en la corte por haber abandonado la virtud, el rey, Esopo (una de cuyas fábulas más famosas es la de la castaña, para daño del pastor, pasó al fuego), Blacico y Luciano de Samosata.
- Titus Maccius Plautus, Comedia di Plauto intitolata l'Amphitriona, tradotta dal latino al uolgare, per Pandolfo Colonnutio, & con ogni diligentia corretta, & nuouamente stampata. Stampata in Vinegia: per Nicolo d'Aristotile detto Zoppino, 1530. Es la traducción en tercetos del Anfitrión de Plauto.
- Pandolfo Collenuccio, Educatione vsata da li antichi in aleuare li loro figlioli, et come partiuano il tempo ad insegnarli le dottrine, composte dal Pandolpho Collenutio da Pesaro In Venetia: Giovanni Stefano Sabini, 1543